# Nonia Celsa
Nonia Celsa est le nom donné par l’Histoire Auguste à l'épouse de l’empereur romain Macrin qui règne brièvement en 217-218. Elle est présentée comme la mère de Diaduménien (né en 208). Faute de preuves historiques réelles, son existence est considérée comme très douteuse. 

## Analyse de la seule source
La seule référence à son existence est une lettre reprise dans la biographie de Diaduménien dans l’Histoire Auguste. Prétendument écrite par Macrin après qu'il est devenu empereur, cette lettre, destinée à son épouse, commence par ces phrases : « Opelius Macrin à son épouse Nonia Celsa. Le bonheur qui nous est arrivé, chère épouse, est inestimable.. » De tels documents sont considérés comme des contrefaçons ; le rédacteur de l’Histoire Auguste est connu pour inventer des personnes ou des noms et produire des lettres fictives. Sans autre preuve, l’existence de Nonia Celsa reste très douteuse,. Pour André Chastagnol, le nom même de Nonia Celsa est une invention de l’Histoire Auguste. Lors du VIe colloque sur l’Histoire Auguste , l'experte en prosopographie Raepsaert-Charlier signale le caractère éminemment suspect des deux termes de cette appellation : les personnages dénommés Nonius ou Celsius dans l’Histoire Auguste sont des inventions de l'auteur.

## Sources
- (la + fr) Auteur inconnu (trad. André Chastagnol, préf. André Chastagnol), Histoire Auguste, Robert Laffont, coll. « Bouquins », 1994, CLXXXII + 1244 (ISBN 2-221-05734-1).
- (en) Ronald Syme, Ammianus and the Historia Augusta, Oxford, Clarendon Press, 1968, 238 p.